# ГЕС Індраваті-Верхня
ГЕС Індраваті-Верхня — гідроелектростанція на сході центральної частини Індії у штаті Одіша. Використовує ресурс річки Індраваті, яка стікає із західного схилу витягнутої в меридіональному напрямку гірської системи Східні Гати та на Деканському плато впадає ліворуч до однієї з найбільших річок країни Годаварі (тече на схід із Західних Гатів та, прорвавшись після впадіння Індраваті через Східні Гати, впадає у Бенгальську затоку на узбережжі штату Андхра-Прадеш).
Індраваті спершу прямує з північного сходу на південний захід через гірську систему, котра дає їй початок, приймаючи в районі виходу на рівнину Декану ліві притоки Подагада, Капур та Муран. Наявна в цьому районі конфігурація гір та долин дозволила шляхом зведення на зазначених річках чотирьох гребель створити єдине водосховище. Ці споруди (в переліку з півночі на південь) мають такі характеристики:
- Індраваті — гравітаційна мурована гребля висотою 45 метрів, довжиною 539 метрів та шириною по гребеню 7,5 метра, яка потребувала 333 тис. м3 матеріалу;
- Подагада — земляна споруда висотою 77 метрів, довжиною 469 метрів та шириною по гребеню 9 метрів;
- Капур — земляна гребля висотою 64 метри, довжиною 537 метрів та шириною по гребеню 9 метрів яка потребувала 3,6 млн м3 матеріалу;
- Муран — гравітаційна мурована споруда висотою 65 метрів, довжиною 591 метр та шириною по гребеню 7,5 метра, яка потребувала 700 тис. м3 матеріалу.
Крім того, для закриття ряду оточуючих сховище сідловин довелось звести вісім дамб висотою від 15 до 30 метрів, довжиною  від 160 до 680 метрів (загальна довжина 3250 метрів) та шириною по гребеню 7 метрів.
У сукупності всі названі вище споруди утримують витягнуте з північного сходу на південний захід водосховище довжиною 43 км та шириною до 9 км при глибині до 71 метра. Воно має площу поверхні 110 км2, об'єм 2308 млн м3 (корисний об'єм 1456 млн м3) та припустиме коливання рівня поверхні в операційному режимі від 625 до 642 метрів НРМ (максимальний рівень на випадок повені дещо більший — 643 метра НРМ). Для створення надійного сполучення між окремими частинами сховища проклали два канали довжиною 1,5 км та 1,6 км з дном на позначках 613 та 620 метрів НРМ.
З північної частини сховища, яке сусідить з басейном Маханаді, починається прокладена на північний захід під водороздільним хребтом дериваційна траса. Спершу вона включає короткий — 0,3 км — канал, за яким слідує тунель довжиною 3,9 км та діаметром 7 метрів. Після напірної шахти висотою 140 метрів з діаметром 20 метрів ресурс потрапляє у два водоводи довжиною по 0,3 км та діаметром 5,25 метра, котрі розділяються на чотири довжиною по 0,8 км та діаметром 3,5 метра.
Основне обладнання станції становлять чотири турбіни типу Френсіс потужністю по 150 МВт. Вони працюють при напорі від 358 до 379 метрів, при цьому у першій половині 2010-х річне виробництво коливалось від 1070 до 2602 млн кВт-год електроенергії.
Відпрацьована вода через відвідний канал довжиною 9 км потрапляє до сховища невеликої греблі Мангалпур (висота 12 метрів, довжина 117 метрів), яка зведена на Хаті, правій притоці річки Tel, що в свою чергу впадає праворуч до Маханаді. За допомогою двох самопливних каналів довжиною 49 км та 70 км і одного обладнаного насосною станцією (підйом на 46 метрів) каналу довжиною 56 км перекинута з басейну Годаварі вода використовується для зрошення 118 тисяч гектарів земель.